# Dévoisement final
Le dévoisement final ou durcissement des finales, également connu sous son nom allemand, Auslautverhärtung, est un type de modification phonétique dans certaines langues. Elle consiste à prononcer systématiquement les consonnes comme sourdes en fin de mot alors qu'il y a par ailleurs une opposition régulière entre consonnes sourdes et sonores dans le système phonologique de la langue en question.
Le dévoisement final s'observe par exemple en occitan ; en catalan et en français de Belgique et jadis en ancien français ; dans plusieurs langues germaniques (allemand, néerlandais, afrikaans et frison occidental) dans la plupart des langues slaves ; en breton et (partiellement) en turc.
Selon les langues concernées, ce phénomène peut ou non se traduire dans l'orthographe.

## Mécanisme phonétique
Du point de vue de la phonétique articulatoire, le phénomène s'explique par une interruption anticipée de la vibration des cordes vocales en fin d'énoncé. Comme la sonorité des consonnes repose précisément sur la présence de ces vibrations, le résultat est de transformer les consonnes sonores en sourdes.
Du point de vue de la phonologie, il s'agit d'une neutralisation en position finale du trait de voisement opposant les phonèmes sourds et sonores au profit d'un archiphonème sourd. Elle conduit à des alternances morphophonologiques régulières entre allomorphes à finale sourde et sonore.
L'opposition de voisement évoquée ci-dessus doit s'entendre au sens large : en phonétique articulatoire, la distinction des deux séries de consonnes, basée sur la vibration ou non des cordes vocales, peut s'accompagner d'une différence de tension consonantique, c'est-à-dire de force avec laquelle s'articule la consonne. Dans certaines langues, telles que souvent les langues germaniques, la différence de tension peut devenir dominante par rapport à celle de sonorité. On continue cependant souvent de parler de dévoisement, bien que le terme de durcissement puisse alors être plus adapté. Le terme Auslautverhärtung, qui évoque littéralement un durcissement, en tient compte puisque cette interprétation est plus adaptée pour de nombreux dialectes allemands.

## Langues romanes
L'ancien français connaissait le dévoisement final, qui pouvait apparaître à l'écrit mais pas systématiquement. Il se remarque notamment dans la dérivation lexicale :
- corp ou corb ~ corbel (« corbeau » dans les deux cas)
- vert ~ verdoier
- lonc ou long ~ longuet
- nuef ~ novel (« neuf » ~ « nouveau »)
- crois ~ croisier (« croix » ~ « croiser »)

Le dévoisement final a disparu du français moderne, à la suite de la chute de la plupart des anciennes consonnes finales et à l'amuïssement du e caduc, qui a exposé toute une série de nouvelles consonnes en finale, sourdes comme sonores. Il en reste cependant quelques traces dans l'alternance morphologique de f et v (par exemple entre neuf et neuve, vif et vive) et dans la liaison, lorsqu'elle fait réapparaître d'anciennes occlusives, lesquelles demeurent sourdes (par exemple avec une liaison [t] dans grand homme, prend-il et marginalement dans la liaison en [k], aujourd'hui obsolète comme dans sang impur, long étang dans une diction traditionnelle). En revanche, les fricatives sont sonores en liaison, qu'il s'agisse de la liaison courante en [z] (gros homme, deux enfants) ou de celle rare en [v] dans certaines expressions figées (neuf heures, neuf ans). Dans la prononciation de six et dix, le [s] sourd final à la pause se sonorise en [z] en liaison.
En gallo, dialecte d'oïl parlé en Haute-Bretagne, le dévoisement final des consonnes existe dans les cantons proches de la frontière linguistique avec la langue bretonne, très probablement sous l'influence de cette dernière.
Le wallon observe le dévoisement final, et sous son influence, ce trait s'étend souvent au français de Belgique.
L'occitan, dans les dialectes qui conservent les consonnes finales dans la prononciation, observe le dévoisement final, qui se retrouve dans l'orthographe de la norme classique de l'occitan. Il se manifeste par exemple au masculin de nombreux noms et adjectifs auxquels correspondent des féminins à consonne sonore (le voisement étant préservé par l'ajout d'un a) :
- lop [ˈlup] « loup » ~ loba [ˈlubɔ] « louve »
- polit [puˈlit] « joli » ~ polida [ˈpuˈlidɔ] « jolie »
- amic [aˈmik] « ami » ~ amiga [aˈmigɔ] « amie »
- freg [ˈfret͡ʃ ] « froid » ~ freja [ˈfred͡ʒɔ] « froide »
- nus « nu » [ˈnys] ~ nusa [ˈnyzɔ] « nue »

La consonne [v] fait exception en ce qu'elle se vocalise en position finale, formant diphtongue avec la voyelle précédente, plutôt que de s'assourdir : nòu « neuf » [ˈnɔu] ~ nòva « neuve » [ˈnɔvɔ].
Le catalan connaît un phénomène similaire, compliqué cependant par une règle supplémentaire de lénition des occlusives sonores en spirantes entre voyelles. L'orthographe des consonnes finales n'en tient pas systématiquement compte et se fonde davantage sur des principes étymologiques :
- corb [ˈkoɾp] « courbe (m.) » ~ corba [ˈkoɾbə] « courbe (f.) »
- tub [ˈtup] « tube » ~ tuba [ˈtuβə] « tuba, trompe »
- llop [ˈʎop] « loup » ~ lloba [ˈʎoβə] « louve »
- verd [ˈbɛɾt] « vert » ~ verda [ˈbɛɾdə] « verte »
- fred [ˈfrɛt] « froid » ~ freda [ˈfrɛðə] « froide »
- perdut [pəɾˈdut] « perdu » ~ perduda [pəɾˈduðə] « perdue »
- llarg [ˈʎaɾk] « long » ~ llarga [ˈʎaɾgə] « longue »
- càstig [ˈkastik] « punition, châtiment » ~ castigar [kəstiˈɣa] « punir, châtier »
- amic [əˈmik] « ami » ~ amiga [əˈmiɣə] « amie »
- lleig [ˈʎet͡ʃ ] « laid » ~ lletja [ˈʎed͡ʒə] « laide »
- roig [ˈrɔt͡ʃ ] « rouge (m.) » ~ roja [ˈrɔʒə] « rouge (f.) »
- francès [frənˈsɛs] « français » ~ francesa [frənˈsɛzə] « française »

La règle de vocalisation de v finale y est également active : blau [ˈblau] « bleu » ~ blava [ˈblavə] « bleue ».

## Langues germaniques
En allemand, le dévoisement final des occlusives et fricatives sonores est une règle phonologique fondamentale, et, pour l'observateur naïf, une des caractéristiques les plus saillantes de l'« accent allemand ». Quelques exemples tirés de la déclinaison de l'adjectif, opposant une forme à finale assourdie et une où l'ajout d'un suffixe permet le maintien de la consonne sonore :
- lieb [ˈliːp] ~ liebe [ˈliːbə] « cher »
- hold [ˈhɔlt] ~ holde [ˈhɔldə] « gracieux »
- klug [ˈkluːk] ~ kluge [ˈkluːgə] « intelligent »
- brav [ˈbʁɑːf] ~ brave [ˈbʁɑːvə] « gentil, brave »
- hilflos [ˈhɪlfloːs] ~ hilflose [ˈhɪlfloːzə] « désemparé »

La règle est générale et s'applique aussi bien aux mots d'emprunts : job [ˈdʒɔp] « petit boulot, job »  ~ jobben [ˈdʒɔbǝn] « faire des petits boulots ». L'orthographe n'en tient pas compte et maintient la consonne sonore, préservant ainsi l'unité visuelle des mots dans leur flexion.
Le néerlandais suit la même règle phonologique. Cependant, il tient compte partiellement du dévoisement final dans son orthographe : v et z sont régulièrement changés en f et s en fin de morphème. En revanche, b, d, g ne sont pas substitués par leurs équivalents sourds p, t et ch. Quelques exemples tirés de la formation du pluriel :
- rib [ˈrɪp] « côte (os) » ~ pl. ribben [ˈrɪbə(n)]
- hand [ˈhɑnt] « main » ~ pl. handen [ˈhɑndə(n)]
- dief [ˈdiːf] « voleur » ~ pl. dieven [ˈdiːvə(n)]
- huis [ˈhœʏs] « maison » ~ pl. huizen [ˈhœʏzə(n)]
- dag [ˈdɑx] « jour » ~ pl. dagen [ˈdaːɣə(n)]

L'afrikaans, qui s'est développé en Afrique du Sud à partir du néerlandais, a hérité de la règle, mais limitée aux trois premiers des cas présentés ci-dessus, car il a éliminé les consonnes [z] et [ɣ] dans son évolution.
Le frison comporte la même règle de dévoisement final des occlusives et fricatives, qui s'y est développée à date récente, et reste absente de certains dialectes du frison septentrional.
L'anglais et les langues scandinaves ne connaissent pas le dévoisement final. Le yiddish descend de dialectes du moyen haut-allemand, qui le pratiquaient, mais l'évolution de la langue l'a fait disparaître. Le yiddish oppose donc à nouveau consonnes sourdes et sonores en finale.

## Langues slaves
La plupart des langues slaves modernes pratiquent le dévoisement final ; les exceptions sont l'ukrainien et les différentes formes du diasystème slave du centre-sud (croate, bosnien, serbe et monténégrin). Les orthographes n'en tiennent pas compte et indiquent la consonne sourde ou sonore sous-jacente morphophonologiquement.
Dans les groupes de mots, les traitements phonétiques peuvent varier. En russe, l'assourdissement se produit devant voyelle ou sonante : кровь [ˈkrɔfʲ] « sang » ~ кровь идёт [ˈkrɔfʲɪˈdʲɔt] « le sang coule », народ [nɐˈrɔt] « peuple » ~ народ любит [nɐˈrɔtˈlʲubʲɪt] « le peuple aime ». En polonais, il existe deux usages. Celui de Varsovie use de la sourde, comme le russe : ród [ˈrut] « gens » ~ ród ludzski [ˈrutˈlut͡ski] « genre humain », bok [ˈbɔk] « côté » ~ bok lewy [ˈbɔkˈlɛvɨ] « côté gauche ». Celui de Cracovie neutralise l'opposition de voisement, au profit de la sonore : ród [ˈrut] ~ ród ludzski [ˈrudˈlut͡ski], bok [ˈbɔk] ~ bok lewy [ˈbɔgˈlɛvɨ].

## En breton
En breton, les consonnes occlusives et les fricatives sonores s'assourdissent systématiquement en finale absolue, à la fin d'un mot placé en fin de syntagme, ce qui comprend les mots cités isolément : bagad [ˈbɑːgat] « troupe », laezh [ˈlɛːs] « lait ».
Elles s'assourdissent également devant une consonne sourde par assimilation régressive de sonorité : ur bagad kaer [ørˈbɑːgatˈkaer] « une belle troupe », laezh trenk [lɛːsˈtrɛ̃ŋ] « du lait tourné ».
En revanche, elles se maintiennent en contexte sonore lorsqu'elles sont suivies d'une autre consonne sonore ou d'une voyelle : ur bagad bihan [ørˈbɑːgadˈbiãn] « une petite troupe », laezh ar vuoc'h [ˈlɛːzarˈvyɔx] « le lait de la vache ».

## En turc
Le turc n'admet comme occlusives et affriquées en position finale que les sourdes [p], [t], [t͡ʃ], et [k], écrites p, t, ç, k. Lors de l'ajout d'un suffixe commençant par une voyelle, elles se sonorisent en [b], [d], [d͡ʒ], et [j] ou rien, écrites b, d, c, ğ (dans ce dernier cas, il y a aussi lénition). Il s'agit d'un phénomène d'alternance consonantique, qui peut s'illustrer par la formation de l'accusatif. Le phénomène est régulier dans les polysyllabes :
- kitap « livre » ~ acc. kitabı
- damat « gendre » ~ acc. damadı
- ağaç « arbre » ~ acc. ağacı
- ayak « pied » ~ acc. ayağı

Il dépend du mot concerné pour les monosyllabes :
- dip « fond » ~ acc. dibi mais tüp « tube » ~acc. tüpü
- ad « nom » ~ acc. adı mais at « cheval » ~ acc. atı
- taç « couronne » ~ acc. tacı mais haç « crucifix » ~ acc. haçı
- çok « beaucoup » ~ acc. çoğu mais kök « racine » ~ acc. kökü

Le dévoisement final turc n'affecte pas les fricatives :
- ev « maison » ~ acc. evi
- göz « œil » ~ acc. gözü

L'orthographe tient généralement compte du phénomène dans les mots proprement turcs. Dans les années 1950, une mode orthographique consistant à écrire comme sonores les consonnes finales soumises à alternance, sans naturellement que la prononciation en soit affectée. Cette pratique ne s'est pas imposée.
Dans les mots d'emprunt, cependant, les occlusives sonores étymologiques en finale peuvent se conserver à l'écrit mais restent souvent prononcées comme sourdes.